# Escape Cliffs

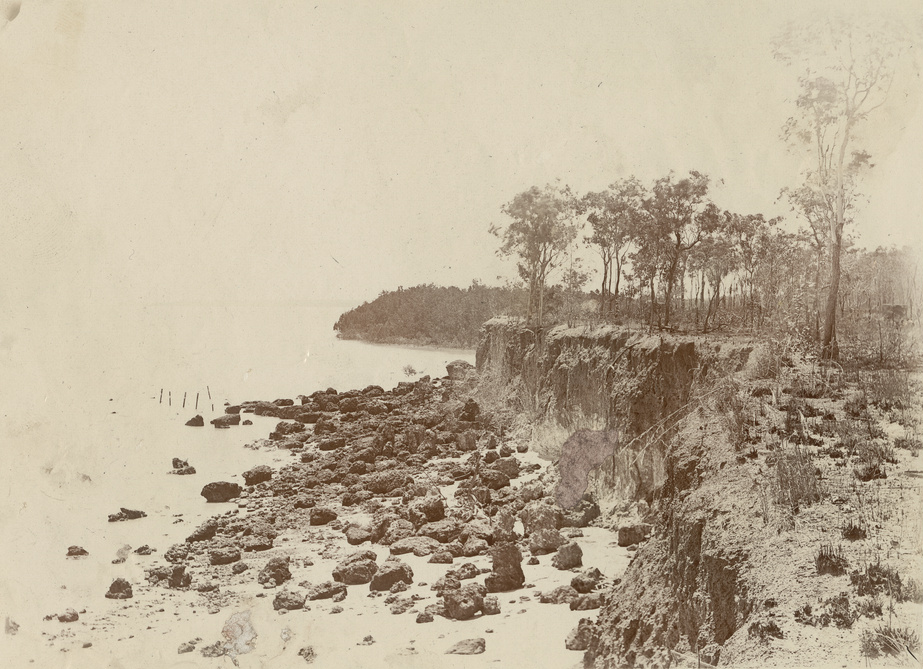
Escape Cliffs mit Blick nach Nordosten

Die Escape Cliffs sind eine Gegend an der Nordküste des Northern Territory von Australien.
An dieser Stelle wurde der vierte Versuch einer Reihe von scheiternden Bemühungen gestartet in der Region von Australiens Top End eine dauerhafte Siedlung zu gründen.

## Lage
Escape Cliffs liegt an der Westküste der Cape Hotham Peninsula und am Ostufer von Adam Bay, in der Nähe von Mündung und Ästuar des Adelaide River. Sie liegen etwa 60 Kilometer nordöstlich von Darwin und gehören heute zum Cape Hotham Sector des Djukbinj National Park. Es gibt keine Zufahrtsstraße, gelegentlich steuern Yachten die Stelle an.

## Geschichte

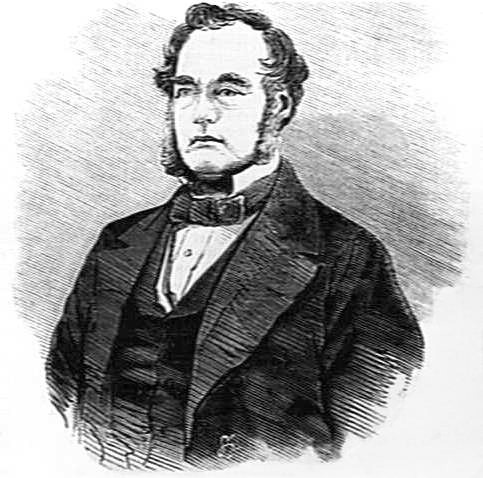
Boyle Finniss sollte in Escape Cliffs eine Siedlung gründen.

1864 ein Jahr nachdem South Australia die Kontrolle über das Northern Territory gewährt worden war, entschied die Regierung von South Australia, dass eine Besiedlung des gebiets wünschenswert sei und entsandte eine Expedition zur Kartographierung und zur Besiedlung unter dem Kommando des ehemaligen Premier of the State Lieutenant Colonel Boyle Travers Finniss aus. Er hatte Instruktionen eine Siedlung bei Adam Bay zu gründen und wählte Escape Cliffs als Ort aus, obwohl andere Mitglieder der Expedition Einwände hatten. Es war geplant die Aufwendungen für die Anlage der Siedlung durch Landverkäufe zu decken und ein großer Teil war bereits im Voraus durch Spekulanten und Siedler-Aspiranten gekauft worden, bevor die Expedition überhaupt ihr Ziel erreicht und die Vermessungsaufnahmen aufgenommen hatte.
Nach einem wirren Anfang und einem fehlgeschlagenen Umzug an eine andere Stelle etwa 65 Kilometer landeinwärts am Adelaide River begannen die Bauarbeiten an den Escape Cliffs. Allerdings entwickelten sich schnell Konflikte mit den ortsansässigen Marananggu und die Unbrauchbarkeit des Landes für Ackerbau und andauernde persönliche Streitigkeiten zermürbten die Moral. Nach Beschwerden und ungünstigen Berichten an das South Australian Government wurde Finniss 1865 abberufen. Escape Cliffs wurde 1867 letztendlich verlassen, zwei Jahre bevor in Port Darwin eine dauerhafte Ansiedlung gegründet werden konnte.